# Wojna syro-efraimska
Wojna syro-efraimska – konflikt zbrojny pomiędzy koalicją aramejsko-izraelską a Judą i Asyrią. Potwierdził dominację Asyrii w regionie i doprowadził do upadku aramejskiego królestwa Damaszku.
W 734 p.n.e. miasta: Damaszek, Samaria, Gaza i Aszkelon odmówiły płacenia danin Asyrii. Sformowana została też koalicja, na której czele stanęli Resin, król Aramu-Damaszku, i Pekach, król Izraela. Według Izajasza inicjatywa zawiązania koalicji wyszła od Resina. Koalicja zaatakowała Judę i obległa Jerozolimę. Celem inwazji było zmuszenie Achaza do akcesji do koalicji lub zrzucenie go z tronu. Przygotowano nawet kandydata do tronu, nazywanego przez Biblię synem Tabeela. Zdaniem Antoona Schoorsa prawdopodobnie był on Aramejczykiem, choć mógł być również Fenicjaninem. Według Biblii Achaz zapłacił trybut Tiglat-Pileserowi, który podjął działania zbrojne. Jednak według Stuarta Irvine'a jest to kreacja deuteronomistyczna, a Achaz w istocie chciał zachować neutralność. Thomas Wagner wskazuje jednak, że prośba względem suwerena o interwencję wojskową połączona z zapłaceniem trybutu nie była w relacjach Asyrii z wasalami czymś nietypowym. W każdym razie Tiglat-Pileser podjął działania przeciwko buntownikom. Po pokonaniu zbuntowanych Filistynów uderzył na Izrael i doprowadził do zrzucenia z tronu Pekacha, którego zastąpił Ozeasz, Państwo Izraelskie zostało okrojone o Zajordanie, Galileę i Dolinę Jezreel, które weszły w skład asyryjskich prowincji Megiddo i Dor. Nałożono też na króla roczną daninę w wysokości 10 talentów złota i 100 talentów srebra. W 732 p.n.e. Tiglat-Pileser zdobył Damaszek. Resin został zabity, a ludność miasta przesiedlona do Kir.
Osłabione królestwo Izraela przetrwać miało jeszcze dziesięć lat. Ostatecznie zostało unicestwione przez królów Asyrii Salmanasara V i Sargona II. Juda uległa politycznej i religijnej dominacji Asyrii.
Podczas wojny syro-efraimskiej działał prorok Izajasz. Na ten okres datowane jest proroctwo dotyczące Emmanuela.